# Кете Лейхтер
Маріанна Катаріна «Кете» Пік, у шлюбі Лейхтер (нар. 20 серпня 1895, Відень, Австро-Угорщина— лютий 1942, Бернбург, Німеччина) — австрійська економістка, феміністка, журналістка та політична діячка. Членкиня Соціал-демократичної партії Австрії та Віденської трудової палати. Відстоювала трудові права жінок: |рівну оплату праці, найм жінок у соціальну адміністрацію та працевлаштування жінок з вищою освітою. Під час нацистського режиму її утримували в концентраційному таборі Равенсбрюк і вбили газом у центрі евтаназії Бернбург у 1942 році.

## Раннє життя
Народилася Маріанна Катаріна Пік у 1895 році у Відні, другою донькою єврейської пари, юриста Йозефа Піка (1849, Наход  –  1926) та його дружини Шарлотти «Лотти» Рубінштейн (1871, Галац  –  1939). Її старша сестра була австрійсько-американською композиторкою і музичною терапевткою Валлі Вайгл.
Катаріна Пік закінчила Beamten-Töchter-Lyceum у 1914 році, а потім почала вивчати політологію у Віденському університеті. Оскільки в той час австрійським жінкам не дозволялося мати вищу освіту, вона перевелася до німецького Гайдельберзького університету у 1917 році та закінчила навчання у липні 1918 року, а потім повернулася до Відня, щоб закінчити ще два семестри в університеті.
У 1921 році Катаріна Пік одружилася з Отто Лейхтером, земляком-соціалістом і журналістом. У 1924 році народила сина Гайнца, у 1930 — Франца, у 1930.

## Політична кар'єра
Лейхтер стала учасницею Wiener Jugendbewegung (Віденського молодіжного руху), радикальної лівої організації, будучи студенткою перед початком Першої світової війни, а пізніше була членкинею Parteischüler-Bildungsverein Karl Marx (Асоціація партійних учених і освіти імені Карла Маркса), членкинею марксистської групи Соціал-демократичної партії Австрії (SDAPÖ), які виступали проти війни. Коли Австрійська Республіка була заснована у 1918 році, і як одна з перших австрійських жінок-випускниць політичних наук, які спеціалізувалися на економіці, вона приєдналася до Reichswirtschaftskommission der Arbeiterräte (Державного економічного комітету робітничих рад), (Державний комітет соціалізації промисловості) і Zentralverband für Gemeinwirtschaft (Центральна організація суспільних благ і корпорацій), а також працювала у Міністерстві фінансів Австрії
</ref>.
Лейхтер приєдналася до Frauenreferat der Wiener Arbeiterkammer (Жіночий відділ Віденської інституціоналізованої палати робітників) у 1925 році та керувала відділом до 1934 року. У 1932 році вона була обрана до Betriebsrat der Wiener Arbeitkammer (Робітничий комітет Віденської інституціоналізованої палати робітників). Публікувала статті та звіти на основі зібраних нею статистичних даних про роботу жінок в Австрії, а також читала лекції, виступала на шкільних курсах і виступала на радіо для захисту прав жінок. Вона виступала за |рівну оплату праці, наймання більшої кількості жінок у соціальну адміністрацію та можливості працевлаштування для жінок з вищою освітою.

## Політичні переслідування та смерть
Коли SDAPÖ було заборонено в Австрії у лютому 1934 року, Лейхтер приєдналася до Revolutionäre Sozialisten (Революційних соціалістів), підпільної соціалістичної організації, яка була сформована у відповідь на заборону партії. Вона та її чоловік переїхали до Цюріха в еміграцію на шість місяців у 1934 році, але повернулися до Відня, коли її обрали головою освіти революційних соціалістів. Писала антифашистські памфлети та публікувала статті за кордоном під псевдонімами Марія Малер і Анна Гертнер.
</ref> Після того, як нацистська партія вторглася в Австрію під час аншлюсу 1938 року, Лейхтер спробувала втекти з Австрії разом з родиною; хоча її сім'я втекла, Лейхтер заарештувало гестапо у Відні 30 травня 1938 року і згодом ув'язнило. У 1940 році її відправили до концтабору Равенсбрюк, а на початку 1942 року її вбили газом у центрі евтаназії Бернбурга. Урна у Feuerhalle Simmering, наповнена землею з концтабору Равенсбрюк, служить її кенотафом у Відні.

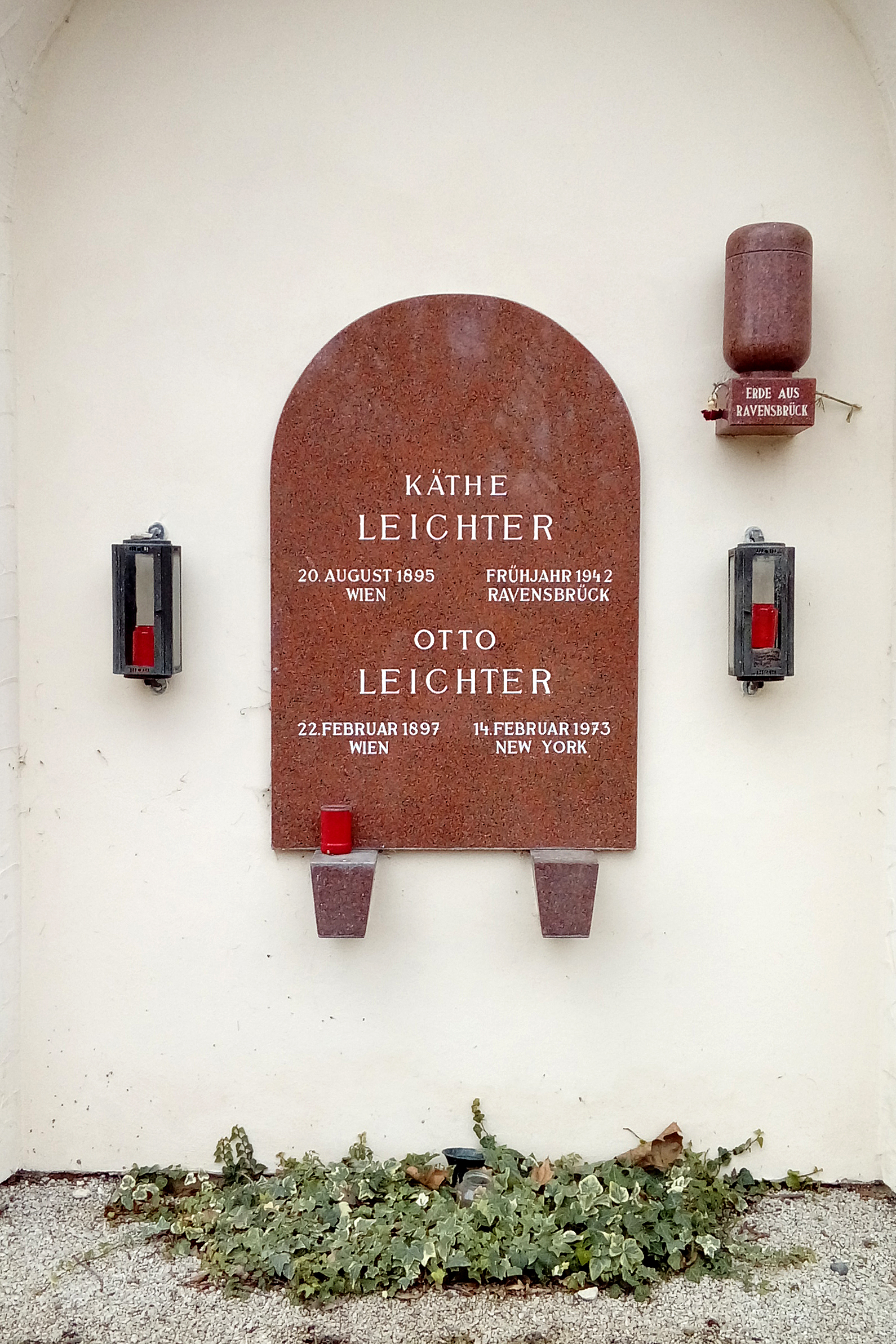
Віденське центральне кладовища, родинна могила Лейхтерів

## Спадщина
Кете-Лейхтер-Гассе, вулиця в районі Гітцінґ у Відні, була названа на честь Катаріни Лейхтер у 1949 році. У пам'ять про неї також названо щорічну премію, яку австрійський уряд присуджує жінці-історикині. Австрійсько-американська історикиня Герда Лернер писала, що Кете Лейхтер «уособлює найвищі ідеали фемінізму — діяльність протягом усього життя на користь усіх жінок, але особливо жінок із робітничого класу; переконання, що соціальні реформи справедливі лише тоді, коли вони служать інтересам жінок і чоловіків; безкомпромісну боротьбу з фашизмом і націонал-соціалізмом, яка коштувала їй життя».

## Родичі
Родичами Кете Лейхтер по материнській лінії є:
- Жак Рубінштейн, їд. יעקב רובינשטיין‎ (1841, Яреслов (Ярослав), Королівство Галичини та Володимирії  –  1912, Відень, Австро-Угорщина)[11],
- Генрієтта Розенфельд, (їд. הענריעטטע רויזענפעלד‎, івр. הנרייטה רוזנפלד‎) (1848, П'єштяни), Nyitra Co. Королівська Угорщина  –  1934, Відень, Австрія), і мала дітей:
  - Шарлотта «Лотта» Рубінштейн (одружена з батьком Кете Лейхтер Йозефом Піком)
  - Керолайн Фрідеріка Рубінштейн (у шлюбі Ландау)
  - Гелен Рубінштейн (у шлюбі Кукс)
  - Генріх Рубінштейн
  - Артур Рубінштейн